# Tiro nos Jogos Olímpicos de Verão de 2016 - Pistola de ar 10 m feminino
A prova da pistola de ar a 10 metros feminino do tiro nos Jogos Olímpicos de Verão de 2016 realizou-se a 7 de agosto no Centro Nacional de Tiro.

## Formato da competição
Na ronda de qualificação cada atiradora pôde fazer 40 tiros com uma pistola de ar, em pé a 10 metros de distância do alvo. As pontuações para cada tiro aumentaram um ponto, até um máximo de 10 pontos.
As oito melhores apuraram-se para a final, onde dispararam mais 20 tiros. As pontuações para cada tiro aumentaram num fator de 0.1, até à pontuação máxima de 10.9.

## Medalhistas
Zhang Mengxue, da China, foi campeã olímpica depois de superar a russa Vitalina Batsarashkina. O bronze foi ganho por Anna Korakaki, da Grécia, que se impôs à mexicana Alejandra Zavala.
| Ouro   | CHN Zhang Mengxue          |
| Prata  | RUS Vitalina Batsarashkina |
| Bronze | GRE Anna Korakaki          |

## Recordes
Antes do evento, estes eram os recordes olímpicos e mundiais:
| Qualificação     | Qualificação      | Qualificação | Qualificação | Qualificação         | Qualificação |
| Tipo             | Atiradora         | Pontos       | Local        | Data                 |              |
| ---------------- | ----------------- | ------------ | ------------ | -------------------- | ------------ |
| Recorde mundial  | Svetlana Smirnova | 393          | Munique      | 23 de maio de 1998   |              |
| Recorde olímpico | Natalia Paderina  | 391          | Pequim       | 10 de agosto de 2008 |              |

| Final            | Final                                          | Final                                          | Final                                          | Final                                          | Final |
| Tipo             | Atiradora                                      | Pontos                                         | Local                                          | Data                                           |       |
| ---------------- | ---------------------------------------------- | ---------------------------------------------- | ---------------------------------------------- | ---------------------------------------------- | ----- |
| Recorde mundial  | Heena Sidhu                                    | 203.8                                          | Munique                                        | 10 de novembro de 2015                         |       |
| Recorde olímpico | As regras mudaram desde as últimas Olimpíadas. | As regras mudaram desde as últimas Olimpíadas. | As regras mudaram desde as últimas Olimpíadas. | As regras mudaram desde as últimas Olimpíadas. |       |

O seguinte recorde foi estabelecido durante a competição:
| Data        | Fase  | Atiradora     | País      | Pontos | Recorde          |
| ----------- | ----- | ------------- | --------- | ------ | ---------------- |
| 7 de agosto | Final | Zhang Mengxue | CHN China | 199.4  | Recorde olímpico |

## Resultados

### Qualificação
Estes foram os resultados da fase inicial:
| Pos. | Atiradora              | País                | 1  | 2  | 3  | 4  | Total | Inner 10s | Shoot-off | Notas |
| ---- | ---------------------- | ------------------- | -- | -- | -- | -- | ----- | --------- | --------- | ----- |
| 1    | Vitalina Batsarashkina | RUS Rússia          | 98 | 98 | 95 | 99 | 390   | 14        |           | Q     |
| 2    | Ekaterina Korshunova   | RUS Rússia          | 97 | 96 | 98 | 96 | 387   | 14        |           | Q     |
| 3    | Anna Korakaki          | GRE Grécia          | 94 | 99 | 96 | 98 | 387   | 12        |           | Q     |
| 4    | Alejandra Zavala       | MEX México          | 97 | 97 | 95 | 98 | 387   | 10        |           | Q     |
| 5    | Afaf El-Hodhod         | EGY Egito           | 97 | 96 | 96 | 97 | 386   | 9         |           | Q     |
| 6    | Bobana Veličković      | SRB Sérvia          | 98 | 93 | 98 | 96 | 385   | 12        |           | Q     |
| 7    | Zhang Mengxue          | CHN China           | 97 | 96 | 95 | 96 | 384   | 12        |           | Q     |
| 8    | Sonia Franquet         | ESP Espanha         | 97 | 98 | 93 | 96 | 384   | 7         |           | Q     |
| 9    | Olfa Charni            | TUN Tunísia         | 97 | 96 | 95 | 96 | 384   | 6         |           |       |
| 10   | Céline Goberville      | FRA França          | 95 | 98 | 96 | 94 | 383   | 11        |           |       |
| 11   | Zorana Arunović        | SRB Sérvia          | 93 | 96 | 98 | 95 | 382   | 16        |           |       |
| 12   | Jo Yong-suk            | PRK Coreia do Norte | 95 | 96 | 96 | 94 | 381   | 12        |           |       |
| 13   | Stéphanie Tirode       | FRA França          | 94 | 95 | 96 | 96 | 381   | 8         |           |       |
| 14   | Heena Sidhu            | IND Índia           | 94 | 95 | 96 | 95 | 380   | 13        |           |       |
| 15   | Kwak Jung-hye          | KOR Coreia do Sul   | 94 | 94 | 98 | 94 | 380   | 12        |           |       |
| 16   | Viktoria Chaika        | BLR Bielorrússia    | 94 | 97 | 92 | 97 | 380   | 11        |           |       |
| 17   | Renáta Tobai-Sike      | HUN Hungria         | 92 | 97 | 97 | 94 | 380   | 10        |           |       |
| 18   | Kim Min-jung           | KOR Coreia do Sul   | 97 | 95 | 93 | 95 | 380   | 9         |           |       |
| 19   | Wu Chia-ying           | TPE Taipé Chinês    | 94 | 95 | 96 | 95 | 380   | 8         |           |       |
| 20   | Otryadyn Gündegmaa     | MGL Mongólia        | 94 | 95 | 95 | 95 | 379   | 14        |           |       |
| 21   | Golnoush Sebghatollahi | IRI Irã             | 98 | 91 | 94 | 96 | 379   | 13        |           |       |
| 22   | Eleanor Bezzina        | MLT Malta           | 95 | 94 | 95 | 95 | 379   | 10        |           |       |
| 23   | Klaudia Breś           | POL Polônia         | 95 | 94 | 97 | 93 | 379   | 10        |           |       |
| 24   | Lalita Yauhleuskaya    | AUS Austrália       | 97 | 93 | 95 | 94 | 379   | 9         |           |       |
| 25   | Monika Karsch          | GER Alemanha        | 96 | 94 | 95 | 94 | 379   | 6         |           |       |
| 26   | Wadha Al Balushi       | OMA Omã             | 95 | 95 | 96 | 93 | 379   | 5         |           |       |
| 27   | Tanyaporn Prucksakorn  | THA Tailândia       | 96 | 94 | 94 | 94 | 378   | 13        |           |       |
| 28   | Olena Kostevych        | UKR Ucrânia         | 94 | 98 | 91 | 95 | 378   | 12        |           |       |
| 29   | Lydia Paterson         | USA Estados Unidos  | 94 | 95 | 95 | 94 | 378   | 12        |           |       |
| 30   | Guo Wenjun             | CHN China           | 94 | 94 | 94 | 96 | 378   | 11        |           |       |
| 31   | Yu Ai-wen              | TPE Taipé Chinês    | 94 | 93 | 94 | 97 | 378   | 10        |           |       |
| 32   | Tsogbadrakhyn Mönkhzul | MGL Mongólia        | 94 | 93 | 97 | 94 | 378   | 6         |           |       |
| 33   | Marija Marović         | CRO Croácia         | 92 | 95 | 94 | 96 | 377   | 11        |           |       |
| 34   | Nino Salukvadze        | GEO Geórgia         | 96 | 93 | 93 | 95 | 377   | 9         |           |       |
| 35   | Heidi Diethelm Gerber  | SUI Suíça           | 95 | 92 | 93 | 96 | 376   | 11        |           |       |
| 36   | Viktória Egri          | HUN Hungria         | 93 | 93 | 99 | 91 | 376   | 7         |           |       |
| 37   | Teo Shun Xie           | SIN Singapura       | 93 | 95 | 91 | 96 | 375   | 9         |           |       |
| 38   | Lynda Kiejko           | CAN Canadá          | 91 | 97 | 91 | 95 | 374   | 9         |           |       |
| 39   | Pim-on Klaisuban       | THA Tailândia       | 92 | 94 | 95 | 92 | 373   | 6         |           |       |
| 40   | Enkelejda Shehu        | USA Estados Unidos  | 92 | 93 | 94 | 93 | 372   | 5         |           |       |
| 41   | Antoaneta Boneva       | BUL Bulgária        | 92 | 89 | 95 | 95 | 371   | 8         |           |       |
| 42   | Akiko Sato             | JPN Japão           | 91 | 93 | 92 | 93 | 369   | 5         |           |       |
| 43   | Elena Galiabovitch     | AUS Austrália       | 91 | 93 | 90 | 95 | 369   | 4         |           |       |
| 44   | Lilian Castro          | ESA El Salvador     | 92 | 93 | 89 | 92 | 366   | 5         |           |       |

### Final
Estes foram os resultados da fase final:
| Pos.              | Atiradora                  | 1    | 2    | 3    | 4    | 5    | 6    | 7    | 8    | 9    | 10   | 11   | 12   | 13   | 14   | 15   | 16   | 17   | 18   | 19   | 20  | Final | Notas            |
| ----------------- | -------------------------- | ---- | ---- | ---- | ---- | ---- | ---- | ---- | ---- | ---- | ---- | ---- | ---- | ---- | ---- | ---- | ---- | ---- | ---- | ---- | --- | ----- | ---------------- |
| Medalha de ouro   | CHN Zhang Mengxue          | 9.6  | 9.3  | 9.3  | 9.1  | 10.8 | 10.4 | 10.2 | 10.3 | 9.8  | 10.1 | 10.6 | 10.3 | 10.0 | 9.1  | 9.9  | 10.3 | 10.9 | 9.9  | 10.3 | 9.2 | 199.4 | Recorde olímpico |
| Medalha de prata  | RUS Vitalina Batsarashkina | 8.5  | 10.9 | 10.1 | 10.3 | 10.0 | 9.7  | 9.7  | 9.6  | 9.3  | 10.1 | 9.8  | 10.1 | 10.3 | 9.5  | 10.1 | 9.3  | 10.1 | 10.5 | 9.5  | 9.7 | 197.1 |                  |
| Medalha de bronze | GRE Anna Korakaki          | 10.5 | 9.1  | 10.3 | 10.8 | 9.8  | 9.2  | 9.6  | 9.7  | 9.8  | 9.2  | 9.6  | 9.5  | 10.6 | 10.4 | 10.0 | 10.2 | 9.5  | 9.9  | —    | —   | 177.7 |                  |
| 4                 | MEX Alejandra Zavala       | 9.8  | 10.5 | 8.6  | 9.2  | 9.5  | 10.5 | 9.6  | 10.7 | 10.6 | 10.1 | 9.4  | 10.1 | 9.8  | 8.9  | 10.1 | 9.7  | —    | —    | —    | —   | 157.1 |                  |
| 5                 | EGY Afaf El-Hodhod         | 10.9 | 9.0  | 10.1 | 10.1 | 9.3  | 9.9  | 9.3  | 10.0 | 10.6 | 8.8  | 9.5  | 9.9  | 8.9  | 10.8 | —    | —    | —    | —    | —    | —   | 137.1 |                  |
| 6                 | ESP Sonia Franquet         | 9.6  | 10.8 | 9.8  | 9.8  | 10.1 | 9.7  | 9.1  | 9.6  | 8.8  | 9.7  | 9.7  | 9.8  | —    | —    | —    | —    | —    | —    | —    | —   | 116.5 |                  |
| 7                 | SRB Bobana Veličković      | 9.9  | 8.0  | 9.3  | 10.3 | 8.9  | 8.6  | 9.7  | 10.9 | 10.2 | 10.6 | —    | —    | —    | —    | —    | —    | —    | —    | —    | —   | 96.4  |                  |
| 8                 | RUS Ekaterina Korshunova   | 10.0 | 10.4 | 8.9  | 9.9  | 7.9  | 8.6  | 8.4  | 9.4  | —    | —    | —    | —    | —    | —    | —    | —    | —    | —    | —    | —   | 73.5  |                  |

Legenda
| Recorde mundial      | Recorde mundial (World record)               |                       | Recorde africano                      | Recorde africano (African) |                                           | Q | Classificado por posição (Qualified) |
| Recorde olímpico     | Recorde olímpico (Olympic record)            | Recorde da América    | Recorde da América (Americas)         | q                          | Classificado por melhor tempo (Qualified) |   |                                      |
| Melhor marca do ano  | Melhor marca do ano (World leading)          | Recorde asiático      | Recorde asiático (Asian)              | DNS                        | Não largou (Did not start)                |   |                                      |
| Recorde nacional     | Recorde nacional (National record)           | Recorde europeu       | Recorde europeu (European)            | DNF                        | Não terminou (Did not finish)             |   |                                      |
| Recorde pessoal      | Recorde pessoal do atleta (Personal best)    | Recorde da Oceania    | Recorde da Oceania (Oceania)          | DSQ / DQ                   | Desclassificado (Disqualified)            |   |                                      |
| Recorde da temporada | Recorde da temporada do atleta (Season best) | Recorde sul-americano | Recorde sul-americano (South America) | NM                         | Sem marca (No mark)                       |   |                                      |